# Jalpaiguri
Jalpaiguri est une ville indienne située dans le district de Jalpaiguri, dans l’État du Bengale-Occidental. En 2011, sa population était de 169 013 habitants.